# Aber Ildut
De Aber Ildut is een 23 kilometer lange rivier in het Franse departement Finistère. De rivier Ildut ontspringt in Plouzané en mondt uit in de Atlantische Oceaan ter hoogte van het eiland Ouessant. De benedenloop van de rivier wordt gevormd door een ría (Bretons: aber).
In het tertiair mondden zowel de Aulne, de Élorn als de Penfeld uit in de Aber Ildut. Door het grote debiet heeft de rivier en breed dal uitgesleten en werd materiaal afkomstig uit de Monts d'Arrée en de Montagnes Noires afgezet. Door de stijging van de zeespiegel waterden de genoemde rivieren voortaan rechtstreeks af in de oceaan via de Rede van Brest. Door het sterk verminderde debiet veranderde de Ildut in een kleine rivier die door een moerassig gebied kronkelde.
In de oudheid (van omstreeks 1.500 v.Chr. tot het einde van de Romeinse tijd in Gallië) werd in de rivierafzettingen van de Aber Ildut cassiteriet gewonnen, een tinhoudend mineraal. Tin was nodig voor de productie van brons. In 1958 werd in de moerassen van de Aber Ildut bij Saint-Renan opnieuw cassiteriet gevonden. Tussen 1960 en 1975 werden de tinhoudende lagen bij de Aber Ildut tot op tien meter diepte uigebaggerd door de Compagnie minière de Saint-Renan (Comiren). Gedurende vijftien jaar werd 6.115 ton cassiteriet gewonnen, naast zand en grind. Zo ontstonden een vijftal meren ter hoogte van Saint-Renan. De productie stopte nadat het cassiteriet uitgeput raakte.